# Hierochloe glabra
Hierochloe glabra är en gräsart som beskrevs av Carl Bernhard von Trinius. Hierochloe glabra ingår i släktet Hierochloe och familjen gräs. Inga underarter finns listade i Catalogue of Life.